# Гаджа-Лакшми
Гаджа-Лакшми (Лакшми со слонами) — одно из наиболее значительных проявлений (Ashta Lakshmi) индуистской богини Лакшми. В этом проявлении богиня сидит на лотосе с двумя слонами (гаджа) по бокам. Она изображена сидящей в йогической позе Падмасаны и имеет четыре руки. В каждой руке из верхней пары она держит лотос, а нижние руки обычно изображены в абхья и варадамудре. Слоны, стоящие рядом с ней, совершают омовение, поливая её водой из хоботов. Это проявление, как и большинство других проявлений Лакшми, отражает процветание, удачу и изобилие. Мотивы Гаджа-Лакшми очень распространены в индуистской и буддийской иконографии. 
Изображение найдено во 2-м веке до нашей эры, возможно, в буддийском контексте  и появляется на перилах буддийского памятника Бхархут, 125-100 до н.э. Он изображен на монете Азилиса 1-го века до н.э. и монете III века Каусамби. Один или два слона, изображенные рядом с женщиной, символизировали рождение Гаутамы Будды.
Храмы в Одише очень часто имеют фигуру Гаджа-Лакшми в позе лалитасана в качестве их лалатабимбы, т. е. центрального защитного изображения над дверным проемом храма или святилищем.
Во многих местах Гоа и Конкана поклоняются Гаджа-Лакшми как богине плодородия, в основном под именами Гаджантлакшми, Гаджалакшми, Келбай или Бхаука деви. Различные общины Конкани считают её своей покровительницей.

По словам Тимоти Тейлора, между женским божеством и слонами, изображенными на тарелке в котле из Гундеструп, и Гаджа-Лакшми может быть связь. 
- Медальон Гаджалакшми из Ступы перил Бхархут, песчаник, 125-100 до н.э., Индийский музей, Калькутта
- До н.э.
- Монета азилитов, I век до н.э.
- За дверями буддийского монастыря 1 в Ратнагири, Одиша
- Одиша, XVIII век
- Раджа Рави Варма, богиня Лакшми, 1896